# Alliopsis longipennis
Alliopsis longipennis är en tvåvingeart som först beskrevs av Ringdahl 1918.  Alliopsis longipennis ingår i släktet Alliopsis och familjen blomsterflugor. Arten är reproducerande i Sverige. Inga underarter finns listade i Catalogue of Life.